# 吉沢七海
吉沢七海（よしざわ ななみ。1988年10月29日 - ）は株式会社プリュ(旧geo(ジオ)プロモーション)に所属するタレント。かつてはグラビアアイドルとしても活動していたが、2015年12月18日発売のラストDVD『秘密な彼女』及び2016年1月に行われた同作品発売イベントを以ってグラビアを卒業。現在はパチスロライターとして活動している。

## 特徴
- 身長154cm[5]。スリーサイズは、B75・W54・H80[5]。靴のサイズ22.0センチ。
- 趣味はアニメ観賞、パチスロ、麻雀[4]。
- 特技はかっぱえびせん30本を1分以内に食べる事が出来る
- 彼女を応援するファン達は「ちーむぷりんせす」（略称ちーぷり。）と呼ばれている。ツイッターには専用のアカウントも存在する[6]
- ニコニコ生放送にコミュニティー（放送用アカウント）を保有している[7]。
- 2012年に自らメンバーを集めハニースパイスを結成した創始者（元リーダー[8]。2014年10月29日に卒業[9]）。またデビューシングルJAMPではおなじタレントの鎌田紘子と共作で作詞を行った。

## 出演番組
- ネリさまぁ〜ずsecondSEASON（日本テレビ。15年1月11日〜）
- H1 Grand Prix 〜ヒノマル王決定戦〜(DMMぱちタウン）

### 過去の出演番組
- 真夜中のおバカ騒ぎ!（東京MXテレビ。15年1月3日〜2月26日）
- 林修の今でしょ!講座（テレビ朝日。14年12月16日）
  - 家で簡単に出来る肌荒れ対策のVTR（入浴シーン）に出演。
- オンリーラグーンとハニースパイスのラヂオすなわち（かわさきFM。2014年5月7日〜10月31日）
  - アイドルユニット「ハニースパイス」のメンバーとして。月に1回の出演の為、出演は期間内で8回。
- モウソリスト（フジテレビ。2013年10月23日）
  - 出演ジャニーズメンバーの彼女とのデートシチュエーション妄想再現VTRの彼女役。
- TOKIOカケル(フジテレビ。2015年4月8日）
  - 福岡県の方言女子として倉岡生夏とともにナース衣装で出演。
- ロンドンハーツ(テレビ朝日2015年7月28日）
  - ロバート秋山竜次、カンニング竹山にマッサージをするエステティシャン役。

## 舞台
- くじらは虹色の音楽にのって(2015年)

## CM
- バスクリン（ツムラ。ドラッグストア店内のみ放映）
- 日本ツインテール協会
- ボートピアみやき (2010年。九州地区のみで放送のテレビCM)

## DVD
| DVD作品タイトル   | 発売元             | 発売日         |
| ----------------- | ------------------ | -------------- |
| Beautiful Dreamer | ベルウッド         | 2013年12月20日 |
| ななみんだお！    | アースゲート       | 2014年5月23日  |
| Seven Seas        | グラッソ           | 2014年7月25日  |
| 秘密な彼女        | スパイスビジュアル | 2015年12月18日 |